# Vavoúri
Vavoúri är en ort i Grekland.   Den ligger i prefekturen Thesprotia och regionen Epirus, i den nordvästra delen av landet, 300 km nordväst om huvudstaden Aten. Vavoúri ligger 608 meter över havet och antalet invånare är 109.
Terrängen runt Vavoúri är bergig åt nordost, men åt sydväst är den kuperad. Runt Vavoúri är det glesbefolkat, med 12 invånare per kvadratkilometer. Närmaste större samhälle är Filiátes, 19,4 km söder om Vavoúri. I omgivningarna runt Vavoúri växer i huvudsak blandskog.